# Dactylo
Pour les articles homonymes, voir Dactylo (homonymie).
Série
La dactylo se marie
(1934)
Pour plus de détails, voir Fiche technique et Distribution.
Dactylo est un film français réalisé par Wilhelm Thiele, sorti en 1931. 
Tourné à Berlin en quatre langues (en allemand avec La Secrétaire privée, en anglais avec Sunshine Susie, en italien avec La Secrétaire particulière et en français), le film est un succès, et une suite, Dactylo se marie, est réalisée en 1934 par Joe May et René Pujol, avec les mêmes interprètes principaux.

## Synopsis
Simone (Marie Glory), jeune dactylo travaillant dans une banque, engage un soir la conversation avec un jeune homme élégant qu'elle croit être un collègue, mais qui est en réalité son patron, Paul Derval (Jean Murat). Celui-ci ne la détrompe pas et s'amuse lorsqu'elle lui dit qu’elle espère pouvoir se marier avec un meilleur parti qu'un simple employé. 
Pour pouvoir approcher le directeur de la banque, Simone envoie, dans le but de la remplacer, la secrétaire de celui-ci en province pour un prétendu rendez-vous. Mais tout est découvert, et Simone s’aperçoit que Derval, qu’elle prenait pour un employé, est son patron. Elle quitte son emploi. Simone peut cependant compter sur l'aide de son collègue, le brave Jules Fanfarel (Armand Bernard) ; mais, à vouloir trop bien faire, celui-ci est licencié... Après quelques péripéties, l'amour triomphera et Simone et Paul seront réunis.

## Fiche technique
- Titre : Dactylo
- Réalisation : Wilhelm Thiele
- Scénario et dialogues : Jean Boyer, d'après le roman de Istvan Szomahazy
- Photographie : Otto Heller, Reimar Kuntze, Adolf Schlasy
- Son : Hans Grimm
- Musique : Lajos Lajtai, Arrangements : Paul Abraham
- Société de production : Pathé-Natan  et Greenbaum-Films
- Société de distribution : Pathé-Natan
- Pays de  : France
- Langue : français
- Format : Noir et blanc - Mono- 1,37:1 - 35 mm
- Genre : Comédie, film musical
- Durée : 77 minutes
- Date de sortie : 
  - France : 4 avril 1931

## Distribution
- Marie Glory : Simone Dupré
- Jean Murat : Paul Derval
- Armand Bernard : Jules Fanfarel
- Marie-Antoinette Buzet : la secrétaire
- Jean Boyer : Moreau
- Albert Broquin : un choriste
- André Michaud : le garçon de restaurant
- Vony Myriame
- Paul Boyer